# 鈴木清順
鈴木 清順（すずき せいじゅん、1923年〈大正12年〉5月24日 - 2017年〈平成29年〉2月13日）は、日本の映画監督・俳優。本名：鈴木 清太郎（すずき せいたろう）。弟に元NHKアナウンサーの鈴木健二がいる。
日活の専属監督として小林旭、高橋英樹、宍戸錠ら当時の日活の主力俳優の主演作品を多く手がけ、その「清順美学」と評される独特の映像表現で名を馳せた。特に宍戸錠主演の『殺しの烙印』は一般映画のみならずカルト映画としても世界的な評価が高い。一方でその実験的とも言える作風が当時の日活の経営陣の不興を買い会社を追われるなど、境遇は波乱に富んでおり、映画作家として約10年間の空白期間がある（「鈴木清順問題共闘会議」参照）。活動再開後に撮った『ツィゴイネルワイゼン』『陽炎座』『夢二』は「大正浪漫三部作」と呼ばれ、幽遠な映像美を見せた。また晩年メガホンを取った『ピストルオペラ』『オペレッタ狸御殿』でのアバンギャルドな作風は、世界中の監督達に強い影響を与えている。

## 来歴

### 生い立ち
1923年（大正12年）、東京日本橋の呉服屋の長男として生まれる。関東大震災に被災後、本所亀沢町（現：墨田区）に移る。1941年（昭和16年）東京府立第三商業学校卒業後、旧制弘前高等学校（現弘前大学）に進む。柔道部に入部した。そのときに寮の同室の学生に北一輝の『支那革命外史』 を読むように勧められた。1943年（昭和18年）学徒出陣で応召。陸軍二等兵として入隊。フィリピン、台湾を転戦し、陸軍少尉で終戦を迎える。1946年（昭和21年）復員して弘前高校に復学し、1948年（昭和23年）に卒業の後、東京大学経済学部を受験するが失敗する。同じく東大受験に失敗した仲間に誘われる形で、鎌倉アカデミアの映画科に入るが、同年友人の誘いで松竹大船撮影所の戦後第一回助監督試験を受け、合格を果たす。合格者は1500人中8人だったという。鈴木の成績は23番目だった。その後、岩沢康徳、佐々木康、中村登らについたのを経て、1951年（昭和26年）からメロドラマを得意とした岩間鶴夫のもとで専属助監督を務めた。

### 日活

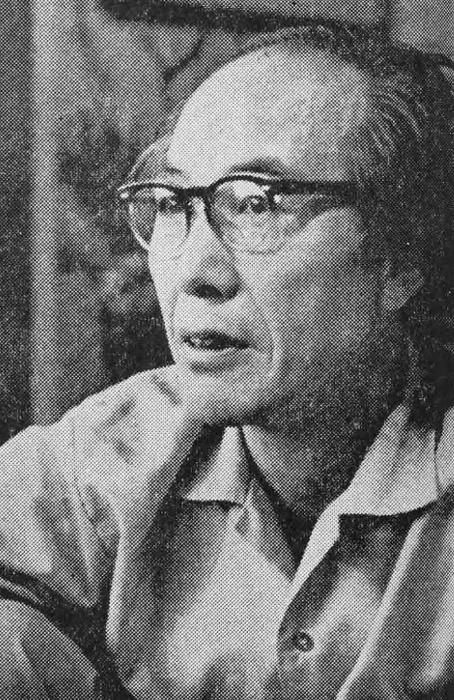
1966年

1954年（昭和29年）西河克己の勧めで日活に移籍してからは、主に野口博志に師事し、1956年（昭和31年）中川順夫・浦山桐郎共同脚本による「勝利をわが手に」を本名の鈴木清太郎名義で初監督。
1958年（昭和33年）の「暗黒街の美女」で鈴木清順と名を改め、以後、1959年（昭和34年）赤木圭一郎のデビュー作「素ッ裸の年令」、1963年（昭和38年）小林旭主演の「関東無宿」、1964年（昭和39年）野川由美子主演の「肉体の門」、1966年（昭和41年）渡哲也主演の「東京流れ者」、高橋英樹主演の「けんかえれじい」などの作品を発表。モダンで新鮮な色彩感覚と映像リズムによる独自の世界観を作り出し、『清順美学』と称されるほど一部に熱狂的なファンを獲得。この間、映画製作の仲間の曽根中生、大和屋竺、木村威夫らと脚本家グループ「具流八郎」を結成。
1967年（昭和42年）には宍戸錠主演の「殺しの烙印」を発表するが、日活社長・堀久作の逆鱗に触れ、翌年同社を追われた。これに抗議したファンや映画関係者は「鈴木清順問題共闘会議」を結成、デモを行うなど、一時は社会問題に発展した。

### 鈴木清順問題共闘会議
1968年、シネクラブが企画していた「鈴木清順作品三十七本連続上映会」へのフィルム貸出を日活が拒否したことに端を発し、鈴木は日活から解雇された。これが当時の日活社長堀久作の「わからない映画ばかり作られては困る」の発言による鈴木清順解雇事件である。裁判事件となり、川喜多和子などが「鈴木清順問題共闘会議」を結成して鈴木を支援し、1971年12月に和解した。この間鈴木は映画を製作しなかった。
ジャーナリストの竹中労が1974年に映画が撮れるよう鈴木を東映に橋渡ししたが、東映の幹部が岡田茂東映社長に企画を上げるまでに全部潰し、唯一通った武田鉄矢映画初出演を予定していた『母に捧げるバラード』は鈴木監督の映画復帰作として公表されたが、東映での初主演をオファーされていた岡田裕介が脚本を読み、父の岡田茂東映社長と揉め、企画が潰れた。
1975年1月にはTBSの林美雄の企画による、渡哲也、菅原文太、原田芳雄ら映画俳優のコンサート「歌う銀幕スター夢の狂演」に出演し、「麦と兵隊」を歌った。

### 活動再開以後

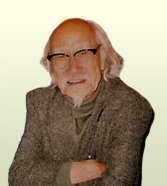
鈴木清順

1977年（昭和52年）松竹で「悲愁物語」でカムバックを果たす。同年から放送されたテレビアニメ「ルパン三世」第2シリーズには監修として携わった。
1980年（昭和55年）には内田百閒の「サラサーテの盤」を原作とした「ツィゴイネルワイゼン」を完成させ、プロデューサー荒戸源次郎の試みで巨大なテントを会場とした上映方式で興行した。十年間の鬱屈を全て晴らすように、一切妥協しないという創作態度で挑んだこの作品は、第54回キネマ旬報ベストワン（これが初のベストテン入賞でもある）、芸術選奨文部大臣賞、第4回日本アカデミー賞最優秀賞作品賞及び最優秀監督賞を獲得。ベルリン国際映画祭に出品されるや、国外の映画関係者に激賞され、スペシャル・メンションを受賞する快挙を成し遂げ、国内外で高く評価された。またこの受賞を機に清順が世界的に知られるきっかけとなった。続く翌年の「陽炎座」もキネマ旬報ベストテン3位に入賞するが、以降、作品発表間隔が大きく開くようになり、この両年に大きく盛り上がった再評価ブームは維持できなかった。
1984年（昭和59年）、「カポネ大いに泣く」で一般劇場映画に復帰。また、1985年（昭和60年）に公開された ルパンシリーズの劇場映画第3作『ルパン三世 バビロンの黄金伝説』では監督を務めた。1986年（昭和61年）「鈴木清順全映画」が刊行され、今まで清順を知らなかった人にまで話題を呼ぶ。1990年（平成2年）「夢二」で「ツィゴイネルワイゼン」「陽炎座」と続く大正三部作が完成。同年紫綬褒章受章。この間1997年に47年間連れ添った妻と死別。その後、しばらく監督業から遠ざかるが、2001年（平成13年）に十数年ぶりに再びメガホンを取った「ピストルオペラ」は第58回ヴェネツィア国際映画祭で「偉大なる巨匠に捧げるオマージュの盾」受賞を始め、スペイン／ヒホン国際映画祭等世界各国の映画賞を受賞し、過去の清順作品もリバイバル上映されるなど話題を呼んだ。この時期以降十数年間、ピストルオペラ／プロデューサー小椋悟が代表を務める小椋事務所が清順のエージェントを務めた。2004年ごろ、48歳年下の女性と再婚。
2005年（平成17年）には構想20年、再びプロデューサー小椋悟と組み、中国の女優チャン・ツィイー主演の大作「オペレッタ狸御殿」を監督、カンヌ国際映画祭で栄誉上映特別招待作品として招待された。また山羊ひげの洒脱な風貌で、俳優としても「ムー一族」「美少女仮面ポワトリン」「みちしるべ」「ひまわり」などのテレビドラマや、「ヒポクラテスたち」「不夜城」などの映画にも出演している。2006年（平成18年）に第24回川喜多賞受賞。2010年、山路ふみ子文化財団特別賞を受賞。

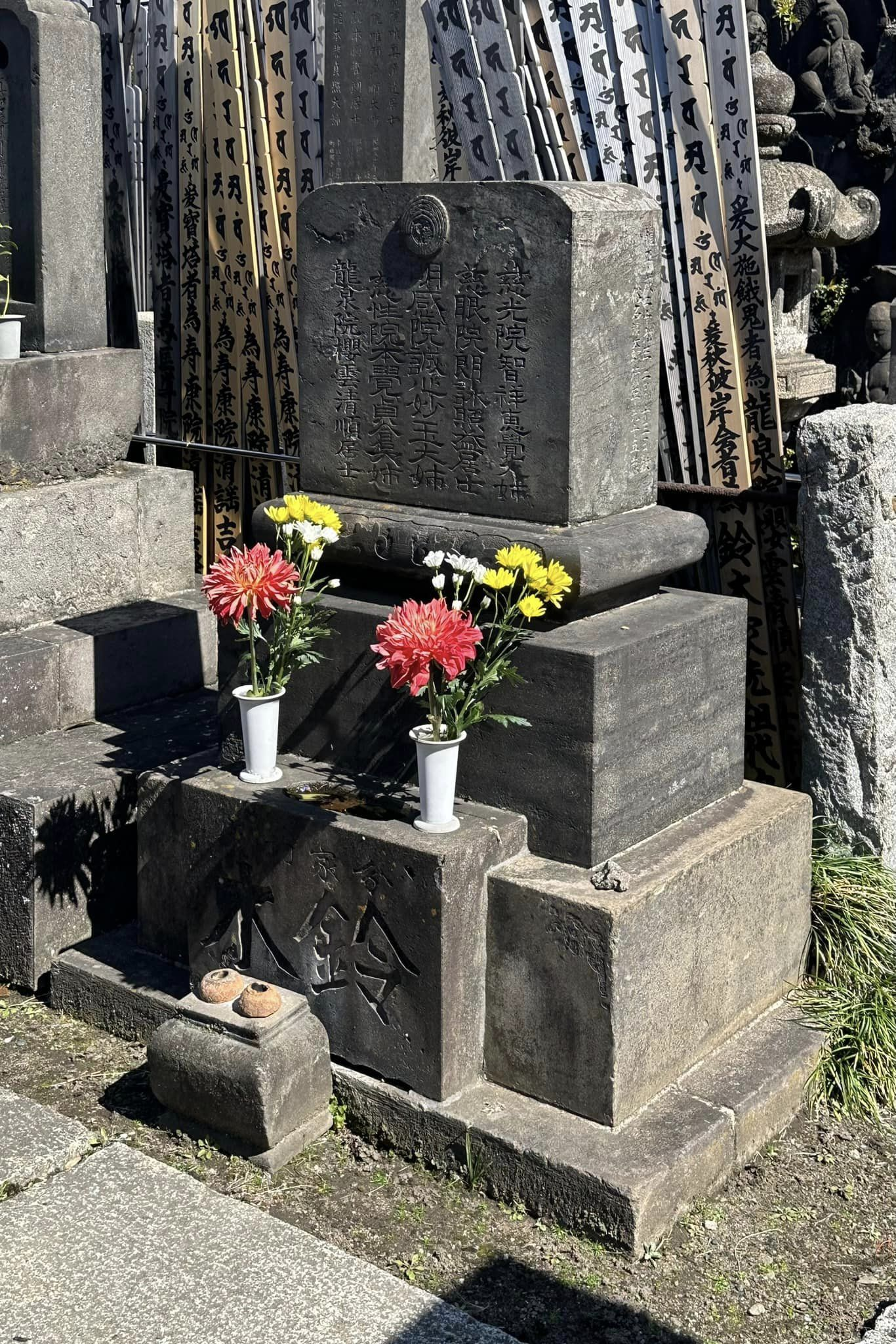
鈴木清順の墓

2017年（平成29年）2月13日午後7時32分、慢性閉塞性肺疾患のため都内の病院で死去。93歳没。2005年の『オペレッタ狸御殿』が遺作となった。次作として室生犀星の小説『蜜のあわれ』の映画化の準備が水面下で進んでいたが、叶わなかった。
『キネマ旬報』2017年4月下旬号（No.1744）で追悼特集が組まれた。他に『ユリイカ　詩と批評　特集 追悼・鈴木清順』（青土社、2017年5月号）がある。
墓は台東区根岸の西蔵院にある。戒名は龍泉院櫻雲清順居士。

## 人物
- 松竹入社後、ダンディで名高い松竹トップクラス監督の木下惠介が、「あんな汚らしい男をうちの助監督につけるな」と発言。現に一度も木下惠介の助監督はやっていない。一方で松竹から日活へ移る鈴木に唯一木下だけが頑張れと励ましの声を掛けてくれた。
- 松竹助監督時代はどちらかと言うと、日陰の存在の監督（岩間鶴夫）や「大船三天皇」と呼ばれた奇人の助監督などと共に仕事をしていた。よくいっしょに仕事をしていたのは篠田正浩。
- 「日活は松竹の3倍の給料が出るよ」と西河克己に誘われて日活移籍を決意[7]。
- 監督キャリアの初期は非常に地味な存在であり、後年とは別人のようなドキュメンタリータッチのものも多い。突如ブレイクして華麗な演出を見せ始めたのは1963年あたりからである。
- 『東京流れ者』の虚無的なラストシーンが日活上役たちから批判を受け、急遽、ラストシーンを撮り直す。修正前のフィルムは現存せず。翌年、『殺しの烙印』で社長の逆鱗に触れ、日活を解雇される。
- 日活解雇後、妻や彼を慕う人々に生活や仕事を支えられ、梶原一騎プロデュースの『悲愁物語』で映画界に復活。そして荒戸源次郎プロデュースの『ツィゴイネルワイゼン』で日本のみならず海外でも高い評価を受ける。キネマ旬報ベストテン1位など、各賞受賞。
- 1990年、朝日新聞社系のCS局である衛星チャンネルの情報生番組『What's New』にゲスト出演。当時一般的にいわれていた、清順美学は『野獣の青春』で突然開花したという定説を自ら覆し、デビュー作の頃から意識していたと発言した。なお、この番組では、鈴木自身のセレクトによる名場面集が「桜」「奈落」「幽霊」などのテーマに分けて紹介されている。
- 1991年、読売テレビの深夜映画番組『CINEMAだいすき!』で鈴木清順特集が組まれ、日活時代から復活後までの作品と、それらの作品などを珍しく積極的に語る監督の貴重なインタビューが放送された。
- 宮崎駿が手掛けた『死の翼アルバトロス』のコンテを見た際、「何を描きたかったか、伝わってこないし、判らない」と酷評し、宮崎について『優秀な演出家だと思うが、もう一つだな』と評したという[25]。
- 1984年のテレビアニメ『ルパン三世 PARTIII』第13話「悪のり変装曲」では脚本を執筆しており、一風違ったミステリアスな作品に仕上がっている。
- 生前は馬好きで知られた[26]。
- 大森一樹が『暗くなるまで待てない！』（1975年）『ヒポクラテスたち』（1980年）と続けて清順を「特別出演」させて以降、彼をリスペクトする若手監督たちの間で「鈴木清順のカメオ出演」が流行のようになり、大量の映画やテレビドラマに出演することとなった。
- 1985年〜1986年に放送された『笑って許して!!』で、当時NHKの花形アナウンサーだった鈴木健二を「あれはうちの弟」と発言した際、観客席はおろか共演していた回答者や司会者までもが驚くというエピソードがあった。兄弟だったということをあまり話す機会がなかった故に起こったことであった。

## 監督作品

### 映画

『殺しの烙印』（1967年）

- 港の乾杯 勝利をわが手に（英語版）（1956年）
- 海の純情（1956年）
- 悪魔の街（1956年）
- 浮草の宿（1957年）
- 8時間の恐怖（1957年、日活）- 出演・金子信雄、利根はる恵、柳谷寛、二谷英明ほか
- 裸女と拳銃（英語版）（1957年）
- 暗黒街の美女（英語版）（1958年）
- 踏みはずした春（1958年）
- 青い乳房（英語版）（1958年）
- 影なき声（1958年）
- らぶれたあ（1959年）
- 暗黒の旅券（1959年）
- 素ッ裸の年令（1959年）
- 13号待避線より その護送車を狙え（英語版）（1960年）
- けものの眠り（1960年）
- 密航0ライン（1960年）
- すべてが狂ってる（英語版）（1960年）
- くたばれ愚連隊（英語版）（1960年）
- 東京騎士隊（1961年）
- 無鉄砲大将（1961年）
- 散弾銃の男（1961年）
- 峠を渡る若い風（1961年）
- 海峡、血に染めて（1961年）
- 百万弗を叩き出せ（1961年）
- ハイティーンやくざ（1962年）
- 俺に賭けた奴ら（1962年）
- 探偵事務所23 くたばれ悪党ども（1963年）
- 野獣の青春（1963年）
- 悪太郎（1963年）
- 関東無宿（1963年）
- 花と怒涛（1964年）
- 肉体の門（1964年）
- 俺たちの血が許さない（1964年）
- 春婦傳（1965年）
- 悪太郎伝 悪い星の下でも（英語版）（1965年）
- 刺青一代（1965年）
- 河内カルメン（1966年）
- 東京流れ者（1966年）
- けんかえれじい（1966年）
- 殺しの烙印（1967年）
- 悲愁物語（1977年）
- ツィゴイネルワイゼン（1980年）
- 陽炎座（1981年）
- カポネ大いに泣く（1985年）
- ルパン三世 バビロンの黄金伝説（1985年）
- 夢二（1991年）[27]
- 結婚（陣内・原田御両家篇）（1993年） ※オムニバス映画
- ピストルオペラ（2001年）
- オペレッタ狸御殿（2005年）

### テレビ
- 愛妻くんこんばんは「ある決闘」（1968年、TBS）
- 黒部の太陽 第5話「男の中には鳥がいる」（1969年、日本テレビ※未放映）
- 恐怖劇場アンバランス 第1話「木乃伊の恋」（1973年、フジテレビ・円谷プロ）
- ルパン三世
  - 第2シリーズ (1977年 - 1980年) 監修 (52話〜155話)[28]
  - 第3シリーズ 第13話「悪のり変装曲」（1984年）[29]
- 日曜恐怖シリーズ「穴の牙」（1979年、フジテレビ）
- 傑作推理劇場「陳舜臣の神獣の爪」（1980年、テレビ朝日）
- 大江戸捜査網「花吹雪炎に舞う一番纏」（1981年、テレビ東京）
- 火曜サスペンス劇場（日本テレビ）
  - 「家族の選択」（1983年）
  - 「眠れぬ夜の悪魔」（1986年）
- PRE★STAGE「鈴木清順のミステリー劇場」全2話（1992年、テレビ朝日）

### オリジナルビデオ
- 春桜 ジャパネスク（1983年）
- 舞衣夢 （1983年）
- 弘高青春物語（1992年　2003年劇場公開）

## 出演作品

### 映画
- 暗くなるまで待てない！（1975年）
- ヒポクラテスたち（1980年）
- マリリンに逢いたい（1988年）
- 無能の人（1991年）
- コールド・フィーバー（1995年）
- 必殺! 主水死す（1996年） - 葛飾北斎 役
- 不夜城 SLEEPLESS TOWN（1998年） - 葉暁丹 役
- 月（2000年） - 老医師 役
- 幸福の鐘（2003年） - 横井長介 役
- 馬頭琴夜想曲（英語版）（2007年）
- ミロクローゼ（2012年） - 蛾禅 役
- あなたにゐてほしい Soar（2015年）
- 鎌倉アカデミア 青の時代（2017年）

### オリジナルビデオ
- ブラック・ジャック2 ピノコ愛してる（1996年） - 馮二斉（刀鍛冶） 役

### テレビ
- ムー（1977年、TBS）
- ムー一族（1978年、TBS）
- 終りに見た街（1982年、朝日放送）
- みちしるべ（1983年3月12日、NHK総合） - 宮口清太郎 役　脚本・井沢満、演出・望月良雄、プラハ国際テレビ祭グランプリ受賞。
- 赤川次郎のおやすみ、テディ・ベア （1983年8月9日、TBS系）
- セーラー服通り(1986年、TBS） - 校長 役
- 火曜サスペンス劇場「眠れぬ夜の悪魔」（1986年、日本テレビ）
- 北の海峡（1988年5月3日、NHK総合）- 仙名爺 役
- 土曜ドラマ（NHK総合）
  - 結婚する手続き（1988年）
  - 私が愛したウルトラセブン（1993年） - 円谷英二 役
- 連続テレビ小説（NHK総合)
  - 青春家族（1989年）
  - 君の名は（1991年） - 住職 役
  - ひまわり（1996年） - 寺崎弥市 役
- 美少女仮面ポワトリン（1990年、フジテレビ） - 神様 役
- 世にも奇妙な物語『死後の苦労』（1990年、フジテレビ） - 神様 役
- 積木くずし－崩壊（1994年、テレビ東京）
- グッドモーニング（1994年、フジテレビ）
- クリスマスキス〜イブに逢いましょう（1995年、テレビ東京）
- 音効さん（1993年10月-1994年3月 フジテレビ）
- さむらい探偵事件簿 第4話 「モデルにされた迷探偵」（1996年、日本テレビ / ユニオン映画）
- FiVE（1997年、日本テレビ）
- ドラマ新銀河（NHK総合）
  - 父さんは森に隠れる（1997年） - 鹿田辰五郎 役
- 素晴らしき家族旅行（1998年、テレビ東京） - 菊地高一郎 役
- 新・俺たちの旅 Ver.1999（1999年、日本テレビ）
- 笑ゥせぇるすまん（1999年、テレビ朝日） - 鑑定士 役
- 税務調査官・窓際太郎の事件簿3（1999年、TBS） - 政界のドン 役
- 踊るレジェンドドラマスペシャル弁護士 灰島秀樹（2006年10月28日）
- 笑って許して!!（1985年10月 - 1986年9月、日本テレビ）
- 今夜は最高!（日本テレビ）

### ゲーム
- おまかせ！退魔業（1996年） - 謎の風水師 役（特別出演）

### ミュージックビデオ
- 関口和之 「砂金～絵の中のクレーア」 (1986年)

### CM
- 原酒造「越の誉」（語り）
- 資生堂「ベネフィークグレイシィ」（1981年）、「ヘアカラー」（1983年）
- TOTO「ウォシュレット」（1988年、教育編。戸川純と共演）
- 東邦ガス「全自動ガス給湯器」（1980年代）
- ミノルタ「ミノルタCLE」（1983年）
- DDIポケット「ポケット電話」（1995年）[30]
- カネテツデリカフーズ「石臼伝説」（1996年）
- au「簡単ケータイS」（2005年）

## 著書
- 『けんかえれじい』 三一書房 1970、新版1991／新装版 日本図書センター「人間の記録」2003
- 『花地獄』 北冬書房 1972、新版1996
- 『暴力探しにまちへ出る』 北冬書房 1973 ※限定800部
- 『夢と祈祷師』 北冬書房 1975、新版1991
- 『まちづくし』 北冬書房 1982
- 『孤愁』 北冬書房 1981
- 『鈴木清順 シネアストは語る1』名古屋シネマテーク叢書 1990（小冊子）
- 『つくりつたえるメッセージ : 情報達人たちの世界』小冊子

鈴木清順 [ほか述] 社会経済国民会議情報化対策国民会議 1992
- 『すっころび仙人の人生論』 講談社 1995
- 『清/順/映/画』 鈴木清順 述／磯田勉・轟夕起夫編、ワイズ出版 2006
- 『鈴木清順エッセイ・コレクション』四方田犬彦編、筑摩書房〈ちくま文庫〉 2010